# Превентивная война
Превенти́вная война (фр. préventif, от лат. praevenio — опережаю, предупреждаю) — война, которую начинают, считая, что будущий конфликт неизбежен, и основная цель которой — опередить агрессивные действия со стороны противника.
Превентивную войну начинают, чтобы не дать противнику изменить баланс сил в свою пользу. Из-за угрозы спекуляций превентивными войнами международное право считает эти войны актами агрессии. Часто тяжело понять, является война агрессией или превентивными действиями.

## Превентивная война и упреждающий удар
Превентивный удар предполагает удар по источникам грозящей опасности. Нанесение упреждающего удара, в свою очередь, предполагает нанесение вооружённого удара при наличии явной, неминуемой угрозы. Существует понятие, близкое к понятию «превентивное нанесение удара», а именно, «упреждение силы» или «упреждающее нанесение удара». Эти термины не стоит смешивать, так как они отражают разные понятия, хотя грань зачастую трудно различима.
До недавнего времени существовали две точки зрения на содержание права на самооборону. Если строго следовать Уставу ООН и его статье 51, то превентивные удары являются нарушением международного права. Но сейчас страны мирового сообщества уже используют военную силу в превентивном порядке.
Сторонники права на упреждающую самооборону считают, что статью 51 следует толковать в контексте функционирования ООН, а также в свете целей самообороны вообще, состоящих в предотвращении агрессий путём обеспечения государствам возможности защитить себя до того, как вмешается ООН, а не в том, чтобы предоставить свободу действий, инициативу и преимущество во времени атакующему государству и ещё более затруднить положение страны-объекта нападения.
По Уставу ООН право на самооборону возникает в ответ на вооружённое нападение, и хотя Устав не утверждает однозначно, что такое нападение совершает лишь государство, иного варианта авторы этого договора не предвидели.
Стратегия национальной безопасности США, так называемая «доктрина Буша», предлагает третий вариант. Основные положения доктрины, обнародованные в 2002 году, провозглашали необходимость «по-новому» обеспечить безопасность США. Центральным элементом внешнеполитической концепции Вашингтона является право на нанесение упреждающего удара в отношении всякого, кто будет сочтён хотя бы потенциально опасным.
Ряд видных учёных, в том числе Дж. Кунц, Ф. Джессоп, X. Лаутерпахт, Я. Броунли, Л. Хенкин, Р. Аго, А. Рандельцхофер, отрицают возможность применения упреждающей самообороны.
Некоторые считают, что профилактическая война юридически не отличается от агрессии и является «высшим преступлением». Дуайт Эйзенхауэр полагал, что превентивная война невозможна в ядерную эпоху и есть все основания против идеи такой войны. По мнению Ноама Хомски, превентивная война является «сверх-преступлением», которое было осуждено в Нюрнберге.

## Примеры превентивных войн
В 1756 году Фридрих Великий начал Семилетнюю войну как превентивную ввиду полученных им сведений о формировании большой коалиции.
Австрийская империя вела такую предупредительную войну против Пьемонта в 1859 году, чтобы помешать объединению Италии, и в 1914 году против Сербии, чтобы преодолеть разлагавшую Австро-Венгрию силу великосербского движения.
Версия о превентивности нападения всякий раз входила в официальные объяснения Третьим рейхом развязывания войн. В 1939—1940 годы нацистская пропаганда утверждала, что на войну Третий рейх спровоцировали англичане с их «Политикой окружения». Обвиняли и Ф. Рузвельта за приверженность идеологии «крестового похода» против национал-социализма. Нападение 22 июня 1941 года на Советский Союз германские власти также объявляли превентивной мерой, основанием для которой якобы послужила концентрация советских войск на границе. Во время Нюрнбергского процесса эту версию продолжал отстаивать, в частности, Риббентроп, Кейтель и Йодль. Однако на Нюрнбергском процессе истинность подобных заявлений была юридически отвергнута мировым сообществом как несостоятельная. 
Подробные рассуждения о том, что  Гитлер считал войну против СССР превентивной, можно прочесть в мемуарах Гудериана и Манштейна.
В начале 1990-х годов тезис о превентивной войне Германии против СССР вновь получил распространение среди ряда российских и зарубежных историков и публицистов. При этом, планировавшаяся Сталиным война против Гитлера, по мнению этих авторов, также являлась бы превентивной — этот тезис ставится под сомнение или отвергается многими другими историками.
Тезис о превентивной войне России против Украины используется российскими и белорусскими властями и СМИ, в частности президентом Беларуси Александром Лукашенко, который 11 марта 2022 года заявил, что знает откуда на Беларусь готовилось нападение.
13 мая 2025 года Израиль атаковал Иран, заявляя что последний был очень близок к созданию ядерного оружия. Этот шаг стал началом двенадцатидневной войны.